# انهيار سيتشوان 2017
انهيار سيتشوان هو انهيار أرضي وقع في حوالي الساعة 5:38 صباحًا بالتوقيت المحلي في 24 يونيو 2017 في ديكسي بإقليم ماو بمقاطعة سيتشوان في جنوب غرب الصين. دمر الانهيار 40 منزلًا في قرية شينمو وقتل 15 شخصًا، وفُقد جرائه 93 شخص حتى 25 يونيو. أدى انهيار أرضي أصغر في حوالي الساعة 8:15 مساء بالتوقيت المحلي إلى إعاقة جهود الإنقاذ.

## الانهيار
وقع الانهيار الأرضي في صباح 24 يونيو 2017 وبالتحديد في حوالي الساعة 5:38 صباحًا بالتوقيت المحلي (الساعة 21:38 يوم 23 يونيو بتوقيت عالمي منسق). كان سبب الانهيار هطول أمطار غزيرة على بلدة ديكسي جنوب البلاد. أدى الحادث إلى تدمير 40 منزلًا في قرية شينمو، حيث كان يخشى في البداية تضرر ما يزيد على 140 شخصًا من أصل 62 أسرة على أقل تقدير، امتد الانهيار الأرضي على طول كيلومترين (1.2 ميل) من سونغبينغ ستريم، منها 1600 متر امتدت للطريق العام. انهار ما يقرب من 3 ملايين متر مكعب (110 مليون قدم مكعب) إلى 8 ملايين متر مكعب (280 مليون قدم مكعب) من الصخور في الانهيار الأرضي. كان متوسط الارتفاع داخل دائرة نصف قطرها 5 كم حيث وقع الانهيار الأرضي حوالي 2967 مترًا، واستمر الانهيار الأرضي حوالي 100 ثانية.
أثَّر انهيار أرضي ثانٍ أصغر في حوالي الساعة 8:15 مساء بالتوقيت المحلي يوم 24 يونيو على أعمال الإنقاذ. شارك ما لا يقل عن 1959 عاملًا في مجال الإنقاذ والطب في جهود الإنقاذ. تم سحب ثلاثة أشخاص من نفس العائلة أحياء من الأنقاض مساء يوم 24 يونيو.
بحلول الساعة العاشرة من صباح 25 يونيو تأكدت السلطات من وفاة 15 شخصًا، مع وجود 118 آخرين في عداد المفقودين. بحلول الساعة الثانية بعد الظهر في نفس اليوم، انخفض عدد المفقودين إلى 93، بعد التأكد من أن المزيد من الناس على قيد الحياة أو تم إنقاذهم.

## جهود ما بعد الإنقاذ
تم نقل ما لا يقل عن 300 شخص نجوا من الانهيار الأرضي إلى منشآت في بلدة ديكسي بما فيها مدرسة وفندق. وأرسل مكتب الشؤون المدنية في المحافظة 20 خيمة وحوالي 400 لحاف ومولدين كهربائيين وملابس للناجين.